# Bellevue (Iowa)
Bellevue és una població dels Estats Units a l'estat d'Iowa. Segons el cens del 2000 tenia 2.350 habitants.

## Demografia
Segons el cens del 2000, Bellevue tenia 2.350 habitants, 942 habitatges, i 629 famílies. La densitat de població era de 935,4 habitants per km².
Dels 942 habitatges en un 32,2% hi vivien nens de menys de 18 anys, en un 56,6% hi vivien parelles casades, en un 7,7% dones solteres, i en un 33,2% no eren unitats familiars. En el 29,7% dels habitatges hi vivien persones soles el 17,8% de les quals corresponia a persones de 65 anys o més que vivien soles. El nombre mitjà de persones vivint en cada habitatge era de 2,41 i el nombre mitjà de persones que vivien en cada família era de 3,01.
Per edats la població es repartia de la següent manera: un 25,4% tenia menys de 18 anys, un 6,4% entre 18 i 24, un 25,1% entre 25 i 44, un 20,7% de 45 a 60 i un 22,3% 65 anys o més.
L'edat mediana era de 40 anys. Per cada 100 dones de 18 o més anys hi havia 86,9 homes.
La renda mediana per habitatge era de 35.293 $ i la renda mediana per família de 44.438 $. Els homes tenien una renda mediana de 35.507 $ mentre que les dones 20.791 $. La renda per capita de la població era de 15.928 $. Entorn del 5% de les famílies i el 7,3% de la població estaven per davall del llindar de pobresa.

## Poblacions més properes
El següent diagrama mostra les poblacions més properes.